# خانقاه شمس‌الدین برهان
خانقاه شمس‌الدین برهان یا خانقاه برهان مربوط به دورهٔ قاجار و در شهرستان بوکان، استان آذربایجان غربی قرار دارد. شیخ شمس‌الدین برهانی از مشایخ مشهور نقشبندی در قرن چهاردهم هجری بوده‌است.
آرامگاه مذهبی-زیارتی شیخ شمس‌الدین در شبستان بلند آجری قرار دارد. در این آرامگاه علاوه بر مزار شیخ، چندین شخصیت همچون علی بیگ حیدری (شاعر و سیاستمدار) سیف القضات، ملا صالح حریق در آن جا دفن شده‌اند. بنای خانقاه در سال ۱۳۱۰ هجری قمری برابر با ۱۲۷۱ خورشیدی به دست مردم و علما و پیروان طریقه نقشبندی ساخته شده‌است.
این بنا در حدود ۳۰ کیلومتری شهر بوکان و بر سر جاده برهان (بوکان - مهاباد) قرارگرفته‌است.